# Будинский, Лукаш
Лукаш Будинский (чеш. Lukáš Budínský; род. 27 марта 1992, Прага) — чешский футболист, полузащитник клуба «Простеёв».

## Карьера
Футбольную карьеру начал 2011 году в составе клуба «Богемианс 1905». 21 мая 2011 года в матче против клуба «Теплице» дебютировал в чемпионате Чехии.
В 2019 году перешёл в чешский клуб «Млада-Болеслав».
В 2021 году стал игроком чешского клуба «Баник» Острава.
Летом 2024 года подписал контракт с клубом «Женис». 14 июля 2024 года в матче против клуба «Кайрат» дебютировал в казахстанской Премьер-лиге.

## Достижения
«Карвина»
- Чемпион Второй лиги Чехии: 2022/23

«Женис»
- Финалист Кубка лиги Казахстана: 2024

## Клубная статистика
| Игровая карьера | Игровая карьера | Игровая карьера | Лига | Лига | Кубок | Кубок | Межд. | Межд. | Др. | Др. |
| --------------- | --------------- | --------------- | ---- | ---- | ----- | ----- | ----- | ----- | --- | --- |
| 2018/19         | Карвина         | А               | 31   | 9    | 1     | 0     | —     | —     | —   | —   |
| 2019/20         | Млада-Болеслав  | А               | 34   | 13   | 3     | 2     | 2     | 0     | —   | —   |
| 2020/21         | Млада-Болеслав  | А               | 26   | 2    | 3     | 2     | —     | —     | —   | —   |
| 2021/22         | Баник (Острава) | А               | 24   | 1    | 2     | 0     | —     | —     | —   | —   |
| 2022/23         | Баник (Острава) | А               | 1    | 0    | —     | —     | —     | —     | —   | —   |
| 2022/23         | Карвина         | Б               | 23   | 4    | 1     | 0     | —     | —     | —   | —   |
| 2023/24         | Карвина         | А               | 27   | 6    | —     | —     | —     | —     | 2   | 0   |